# Orden del Mérito Constitucional
La Orden del Mérito Constitucional es una orden civil española creada por el rey Juan Carlos I, a iniciativa del segundo Gobierno de Felipe González, mediante Real Decreto de 18 de noviembre de 1988. Tiene como finalidad honrar a «aquellas personas que hayan realizado actividades relevantes al servicio de la Constitución y de los valores y principios en ella establecidos» y puede ser concedida «tanto a personas físicas como jurídicas, públicas o privadas, españolas o extranjeras».
Su distintivo es una medalla ovalada en plata de ley bañada en oro en cuyo anverso se encuentra el escudo nacional sobre fondo azul y la leyenda «Al Mérito Constitucional», con cordón, ceñidor y nudo en seda roja y gualda. Para las personas jurídicas se entrega una Placa de Honor. Sus titulares llevan anexo el tratamiento de Excelentísimo o Excelentísima o Excelentísimo Señor o Excelentísima Señora. Su actual regulación está contenida en la Orden de Presidencia de 11 de noviembre de 2003.

## Miembros de la Orden
Entre los miembros de esta orden se encuentran:

### 2025
- José Mariano Benítez de Lugo Guillén[3]

### 2024
- José Enrique Serrano Martínez[4]
- Cuerpo Nacional de Policía[5]

### 2022
- Andrés Ollero Tassara[6]

### 2017
- Adela Asúa Batarrita[7]

### 2016
- Manuel Alba Navarro[8]

- Javier Rojo García[9]

### 2015
- Ana María Vidal-Abarca López (a título póstumo), presidenta de la Asociación de Víctimas del Terrorismo.[10][11]

### 2014
- Francisco José Hernando Santiago (a título póstumo), Jurista español y presidente del Tribunal Supremo y del Consejo General del Poder Judicial.[12]

- Manuel Aragón Reyes, Jurista español y magistrado del Tribunal Constitucional.[13]
- Pablo Pérez Tremps, Jurista español y magistrado del Tribunal Constitucional.[14]
- Javier Jiménez Campo  Jurista español y secretario general del Tribunal Constitucional.[15]

### 2013
- Elisa Pérez Vera[16]

- Javier Delgado Barrio[17]

- Eugeni Gay Montalvo[18]

### 2011
- Jorge Rodríguez-Zapata Pérez[19]
- Vicente Conde Martín de Hijas[20]

- Guillermo Jiménez Sánchez[21]
- María Emilia Casas Baamonde[22]

- Manuel Villar Arregui[23]

- Manuel Varela Uña[24]

- José Buenaventura Terceiro Lomba[25]

- Luis Sánchez-Harguindey Pimentel[26]

- Mariano Rubio Jiménez[27]
- Arturo Romaní Biescas[28]

- Matías Rodríguez Inciarte[29]
- Carlos Robles Piquer[30]
- José Miguel Prados Terriente[31]

- Rosa Posada Chapado[32]

- Fernando Piña Saiz[33]

- Manuel Pérez Olea[34]

- Joaquín Ortega Salinas[35]

- Eugenio Nasarre Goicoechea[36]

- Miguel Martín Fernández[37]

- Luis Magaña Martínez[38]

- Ángel Liberal Lucini[39]

- Francisco Laína García[40]
- Antonio Lago Carballo[41]

- Agustín Hidalgo de Quintana[42]

- Eduardo Gorrochategui Alonso[43]

- José Enrique García-Romeu y Fleta[44]

- José Luis García Ferrero[45]

- Gabriel Ferrán de Alfaro[46]

- José María Fernández Cuevas[47]

- Jesús Fernández Cordeiro[48]

- Juan Díez Nicolás[49]
- Luis Fernando Crespo Montes[50]

- Manuel Cobo del Rosal[51]

- José Barea Tejeiro[52]

- Alberto Aza Arias[53]

- José Ramón Álvarez Rendueles[54]
- Enrique de Aldama y Miñón [55]

- Ignacio Aguirre Borrell  [56]

- Manuel Ignacio de Aldasoro Sandberg[57]

- Miguel Ángel Moratinos Cuyaubé  [58]
- Carlos Carnero González[59]

- Iñigo Méndez de Vigo y Montojo[60]

- Alejandro Muñoz-Alonso Ledo  [61]

- Diego López Garrido  [62]

- Josep Borrell Fontelles[63]

- Alfonso María Dastis Quecedo[64]
- Ana Palacio Vallelersundi[65]
- Carlos Bastarreche Sagües[66]

- Javier Pradera Gortázar[67]

- Roberto Dorado Zamorano[68]

### 2010
- José Vidal Beneyto[69]

- Francisco Torrente Sánchez[70]
- Pedro Altares Talavera[71]

### 2008
- Milagros García Crespo[72]

### 2007
- Manuel Leguineche Bollar[73]

### 2005
- José Vicente Gimeno Sendra, Jurista español.[74]
- Tomás Salvador Vives Antón[75]

- Carles Viver Pi-Sunyer[76]
- Enrique Ruiz Vadillo[77]

- Francisco Pera Verdaguer[78]

- Rafael de Mendizábal Allende[79]

- Jesús Leguina Villa[80]
- Julio González Campos[81]

- Fernando García-Mon y González Regueral[82]
- Pablo García Manzano[83]

- Eugenio Díaz Eimil[84]

- José Luis de los Mozos y de los Mozos[85]

- Carlos de la Vega Benayas[86]

- Pedro Cruz Villalón[87]

- Pablo Manuel Cachón Villar[88]

### 2003
- Inmaculada Castilla de Cortázar[89]

- Ignacio María Latierro Corta[90]

- Estadinslao Amuchástegui[91]
- Jon Juaristi, escritor español, miembro de ¡Basta Ya! y el Foro de Ermua.[92]

- Cristina Cuesta[93]
- Eduardo Madina, político español.[94]
- José Luis López de Lacalle, periodista y activista español, miembro del Foro de Ermua; asesinado por ETA en 2000.[95]

- Rafael Iturriaga[96]
- Juan Infante Escudero[97]

- Mikel Iriondo[98]

- Agustín Ibarrola, escultor español, miembro de ¡Basta Ya!.[99]

- Emilio Guevara[100]
- Raúl Guerra Garrido[101]

- Santiago González Díez[102]

- Fernando García de Cortázar, historiador español.[103]
- María Asunción Apesteguía Jaurrieta, política y sindicalista socialista navarra[104]

- Iñaki Arteta, fotógrafo y director de cine español.[105]

- Mikel Azurmendi, antropólogo, escritor, traductor y profesor universitario español, miembro del Foro de Ermua y de ¡Basta Ya!.[106]
- Olivia Bandrés, política española, hija del abogado y político español Juan María Bandrés.[107]

- Guillermo Barredo[108]
- Andrés de Blas, catedrático de la UNED, miembro del Foro de Ermua.[109]
- Augusto Borderas, pediatra y político español, miembro de la Fundación Fernando Buesa.[110]
- Mikel Buesa, activista y catedrático español, hermano de Fernando Buesa y miembro del Foro de Ermua.[111]

- Tomás Caballero, sindicalista y político español.[112]
- Esther Cabezudo[113]
- Inmaculada Castilla de Cortázar[114]

- Eduardo Chillida, escultor español.[115] póstumo, 5 de diciembre de 2003
- Rosa Díez, política española y miembro de ¡Basta Ya!.[116]
- Francisco Doñate[117]
- Rosario Dorda[118]
- María Pilar Elías (mujer del concejal Ramón Baglietto de UCD, asesinado por ETA)[119]
- Javier Elorrieta, director de cine, compositor, guionista y publicista español.[120]
- Iñaki Ezkerra
- Fernando Savater, filósofo, activista y escritor español, miembro de ¡Basta Ya!.[121]
- Silvestre Zubitur Goñi[122]
- Germán Yanke Greño[123]

- Iñaki Viar Echevarría[124]

- Federico Verástegui Cobián[125]

- Edurne Uriarte Bengoetxea[126]

- Eduardo Uriarte Romero[127]

- Ana Urchueguía Asensio(alcaldesa de Lasarte)[128]

- Carlos Totorika Izaguirre[129]

- José Manuel Serrano Alberca[130]

- José María Segura Zurbano[131]
- María San Gil Noáin[132]
- Juantxu Rivas Pérez[133]

- Nicolás Redondo Terreros[134]

- Ramón Rabanera Rivacoba[135]

- Gonzalo Quiroga Churruca[136]

- José María Portillo Valdés[137]

- Loyola de Palacio del Valle-Lersundi[138]
- María Teresa Pagazaurtundua Ruiz[139]

- Mario Onaindia Natxiondo[140]
- Ignacio Olaso Yohn[141]

- Vidal de Nicolás Moreno poeta y activista español, miembro del Foro de Ermua.[142]

- José María Muguruza Velilla[143]

- Rubén Múgica Heras[144]

- Gotzone Mora Temprano profesora y política española[145]

- Jaime Mayor Oreja[146]
- Fernando Maura Barandiarán[147]

- José Antonio Maturana Plaza[148]

- Carlos Martínez Gorriarán filósofo, catedrático y articulista español, miembro de ¡Basta Ya!.[149]
- José Ignacio Martínez Churiaque[150]

### 1999
- Álvaro Rodríguez Bereijo, Jurista español y presidente del Tribunal Constitucional.[151]

### Otros
- Manuel Gutiérrez Mellado, militar y político español, vicepresidente primero del Gobierno para Asuntos de la Defensa y ministro de Defensa durante la Transición española.
- Macelino Camacho Abad, sindicalista y fundador de Comisiones Obreras en 1988
- Anton Cañellas Balcells en 1988.
- Francisco de Paula Burguera, periodista, poeta, político, dramaturgo, ensayista y empresario
- Javier Corchera
- Xavier Garmendia

- José Ignacio Martínez Churiarque
- Ezozi Leturiondo (por su fallecido esposo Mario Onaindia)

- Ciudad de Cádiz
- Pueblo de Ermua
- Gabriel Cisneros, político español.
- Luis Miguel Enciso Recio, historiador y político español.

- Jaime Ignacio del Burgo
- Jesús Hervella García,expolítico,doctor ingeniero del ICAI , Vicepresidente Primero de la Comisión de Economía y Comercio, Vicepresidente Primero de la Com. de Industria, Obras Públicas y Servicios, Vicepresidente Primero de la Comisión Especial de los Problemas Medio Ambiente y Espacios Naturales, entre otros
- José Rivas Fontán, diputado en las Cortes Constituyentes, en la VI y VII Legislaturas, y alcalde de Pontevedra desde 1979 hasta 1991
- Fernando Bergasa Perdomo, miembro de la Junta de Canarias.
- Bartolomé Zamora Zamora, diputado en las Cortes Constituyentes. Diputado de la Constituyente legislatura. Técnico en Organización Industrial.

## Desposesión de distinciones
El agraciado con cualesquiera de las categorías que haya sido sentenciado por la comisión de un delito doloso o pública y notoriamente haya incurrido en actos contrario a las razones determinantes de la concesión de la distinción podrá, en virtud de expediente iniciado de oficio o por denuncia motivada, y con intervención del Fiscal de la Real Orden, ser desposeído del título correspondiente a la distinción concedida, decisión que corresponde a quien la otorgó.